# Final del individual masculino del Torneo de Roland Garros 2009
La Final del individual masculino de Roland Garros 2009 fue el partido de tenis disputado en la ronda final del torneo masculino de Roland Garros 2009. Duelo disputado por el tres veces finalista Roger Federer y el sueco Robin Soderling. Después de años de desamor y derrotas dolorosas en París, Federer finalmente levantó la Copa de los Mosqueteros batiendo a Soderling en sets corridos.
Este partido fue histórico ya que fue el decimocuarto título de Grand Slam de Federer, empatando el récord histórico de Pete Sampras. También se convirtió en el tercer hombre en la Era Abierta en completar el Grand Slam Carrera tras conquistar el Abierto de Australia, Roland Garros, Wimbledon y el US Open.

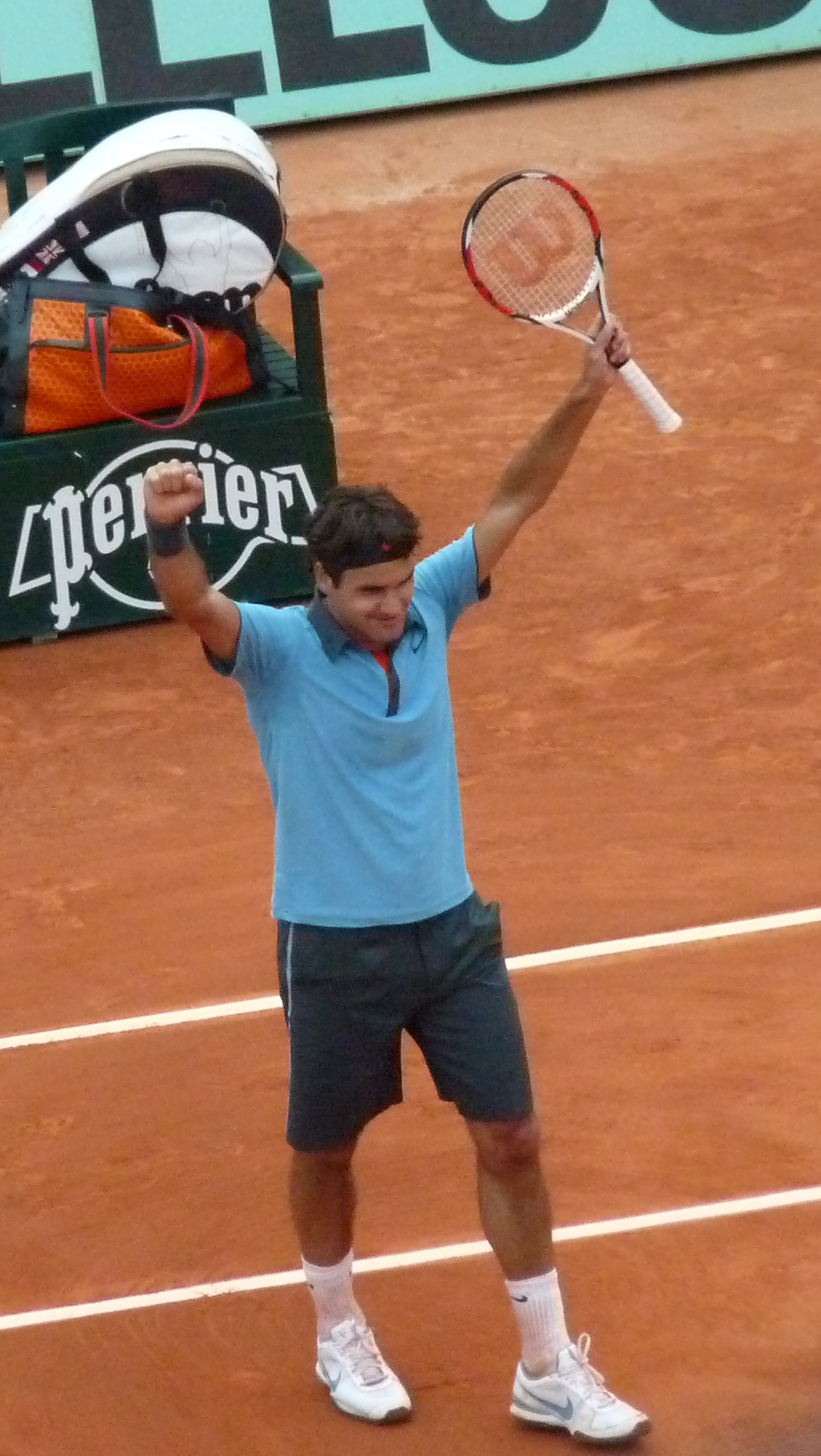
Federer completó el Career Grand Slam en Roland Garros 2009.

## Previa
Después de perder ante el tres veces campeón de Roland Garros Gustavo Kuerten en 2004, las derrotas de Federer en París fueron únicamente contra su archirrival Rafael Nadal. Primero jugaron en las semifinales de 2005 y luego nuevamente en las finales de 2006, 2007 y 2008. Durante este período de cuatro años, Federer compilo un récord de 23-0 contra todos los otros jugadores en Roland Garros y un récord de 0-4 contra Nadal; cuyo golpe de derecha zurdo liftado profundo y con bote alto al revés a una mano de Federer lo derrotó en la arcilla de París año tras año.
Federer llegó al torneo con cierta confianza tras haber derrotado a Nadal en tierra batida por primera vez desde 2007 en el Masters de Madrid. Sin embargo, el cuatro veces campeón reinante, Nadal, era amplio favorito al título y que además nunca había sido derrotado en París. Federer tuvo partidos difíciles en las primeras rondas, mientras que Nadal arrasó hasta octavos de final.
Toda la complexión del torneo cambió cuando Nadal fue eliminado en cuatro sets por un sueco de 1 metro 93 centímetros de estatura, Robin Söderling en cuarta ronda, quien tomo los golpes de Nadal a la altura del pecho y los castigó con tiros ganadores. Muchos expertos consideran este partido como uno de los mayores batacazos, no solo del tenis, sino en la historia del deporte. Con la salida anticipada de Nadal, toda la presión caía repentinamente sobre Federer para conquistar Roland Garros de tanto sin tener que enfrentar su kriptonita en tierra batida (este sería el único año en que Nadal no llegó a la final entre 2005-2014).
Al día siguiente, Federer salió algo nervioso contra el alemán Tommy Haas y quedó prácticamente en serios problemas al ir 0-2 en sets y 30-40 sacando con 3-4 en el tercer set. Tras esto Federer pego un drive invertido que cayó justo en la línea para salvar el punto de quiebre y completó un milagroso y espectacular regresó ganando en 5 sets por parciales de 6–7(4), 5–7, 6–4, 6–0, 6–2. Después de eliminar a Gael Monfils en los cuartos de final, Federer se enfrentó a la estrella en ascenso Juan Martin del Potro en las semifinales. El suizo nuevamente estuvo en problemas, perdiendo dos de los primeros tres sets, antes de sacar su mejor tenis nuevamente y triunfar en otros cinco sets de suspenso por 3–6, 7–6(2), 2–6, 6–1, 6–4. Con esta victoria, Federer alcanzó su cuarta final consecutiva en París y la primera contra alguien que no sea Rafael Nadal. Söderling había respaldado su victoria trascendental sobre Nadal con victorias sobre Nikolay Davydenko y Fernando González para encontrarse con Federer en la final.

## Resumen del encuentro
El juez de silla fue Pascal María de Francia.
A diferencia de los tres años anteriores que Federer había estado en la final, el día estaba nublado y empapado, creando condiciones más lentas y rebotes más bajos. Federer comenzó de manera contundente capturando el primer set 6-1.

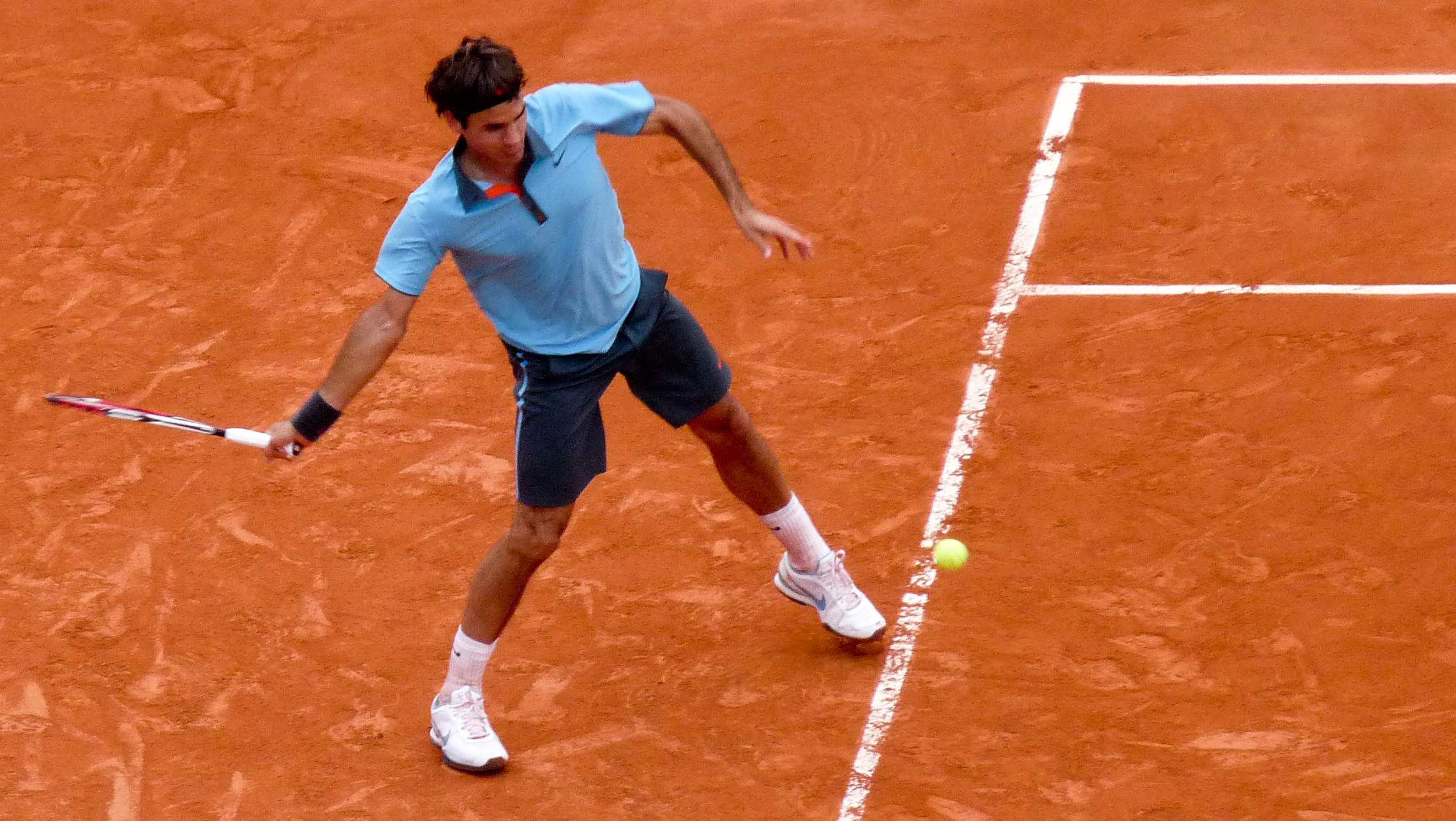
Federer en Roland Garros 2009

El segundo set se interrumpió con Söderling al servicio en el cuarto juego, cuando un miembro de la multitud entró a la cancha y corrió hacia Federer agitando una bandera y colocando un sombrero de bufón sobre la cabeza del jugador suizo. El fan luego evadió la seguridad y saltó sobre la red y corrió hacia Söderling antes de ser atrapado por un guardia de seguridad y retirado de la cancha. Esto fue una violación grave a las reglas, especialmente después del apuñalamiento a Monica Seles por un fan en 1993. Después de la interrupción, ambos jugadores mantuvieron su saque durante el desempate y se fueron a tiebreak. Federer jugó lo que más tarde describió como el mejor desempate de su carrera, llevándose el tiebreak por un puntaje de 7-1.
El tercer set comenzó con Federer quebrando de entrada. Posteriormente ambos jugadores mantuvieron sus servicios durante los siguientes nueve juegos, culminando en que Federer saque para partidos y campeonato. En el game final, Federer enfrentó un punto de quiebre y dijo en conferencia de prensa posterior al partido que las emociones en el juego final lo hicieron "casi imposible de jugar". Inmediatamente después de la conclusión del partido, la lluvia comenzó a llover, lo que significaba que si Söderling hubiera quebrado y forzado a un cuarto set, el partido se habría suspendido hasta el día siguiente.
Durante la ceremonia de trofeos, Federer recibió el trofeo por parte de la leyenda estadounidense Andre Agassi quien, junto con Rod Laver, fueron los únicos hombres en la Era Abierta en completar el Grand Slam carrera. Mientras se tocaba el himno nacional de Suiza, Federer se vio visiblemente muy emocionado después de conquistar finalmente Roland Garros que le había sido muy esquivo en su carrera.

## Estadísticas
| Categoría                     | Federer   | Söderling |
| ----------------------------- | --------- | --------- |
| 1.er servicio %               | 66%       | 60%       |
| Aces                          | 16        | 2         |
| Doble Faltas                  | 2         | 3         |
| Pts ganados con 1.er servicio | 85%       | 64%       |
| Pts ganados con 2.º servicio  | 67%       | 56%       |
| Puntos ganados recibiendo     | 40%       | 22%       |
| Break Points                  | 4/6 (67%) | 0/2 (0%)  |
| Total Puntos Ganados          | 98        | 72        |

## Significado
Este partido fue trascendental en la historia del tenis. Después de perder la oportunidad de igualar el récord de Pete Sampras de catorce títulos de Grand Slam cuando perdió contra Rafael Nadal en la Final del Abierto de Australia a principios de año, Federer finalmente logró empatar al ganar Roland Garros por primera vez. El propio Sampras opinó sobre Federer después de la victoria diciendo: "Independientemente de que él [Federer] sea probablemente el mejor mejor de la historia. Esto simplemente lo confirma". Federer también llenó el único vacío en su currículum al conquistar Roland Garros y convertirse en el tercer hombre en la Era Abierta en completar el Grand Slam Career.
Muchos analistas y comentaristas de tenis proclamaron a Federer como el mejor tenista masculino de todos los tiempos, incluida la leyenda del tenis John McEnroe que comentó el partido para NBC. Eurosport (en su versión inglesa) dijo lo siguiente: "Federer gana Roland Garros por primera vez en su carrera; y además seguramente debe ser considerado ahora como el mejor jugador de todos los tiempos".
Este torneo también cambió la carrera de Söderling al pasar de ser un jugador de los treinta primeros a ser uno de los diez mejores del mundo, llegando al número 4 del Ranking. Söderling se mantuvo entre los diez primeros desde 2009–2011 hasta que se vio obligado a dejar de jugar, mientras seguía en el puesto número 5 del mundo, y finalmente tuvo que retirarse después de contraer un caso grave de mononucleosis.

## Relacionados
- Final del individual masculino del Campeonato de Wimbledon 2007
- Final del individual masculino del Abierto de Australia 2017